# AC/DC Live
AC/DC Live – drugi album koncertowy AC/DC, wydany 27 października 1992 roku. Jest to drugi i ostatni album AC/DC wydany z perkusistą Chrisem Sladem.
Na AC/DC Live składają się utwory nagrane podczas różnych koncertów w ramach trasy koncertowej AC/DC po wydaniu albumu, The Razor's Edge. Listy utworów obu wydanych edycji - jednopłytowej i kolekcjonerskiej - są bardzo zróżnicowane, znajdują się na nich utwory od wczesnych albumów AC/DC, T.N.T. czy Dirty Deeds Done Dirt Cheap, aż do najnowszych albumów, Blow Up Your Video i The Razor's Edge.
Jednopłytowa edycja albumu osiągnęła 15. pozycję na amerykańskiej liście Billboardu, The Billboard 200, a kolekcjonerska - 34. Jednopłytowa edycja albumu została sprzedana obecnie w ponad 3 milionach kopii w Stanach Zjednoczonych, a kolekcjonerska w ponad 2 milionach.

## Lista utworów

### Jednopłytowa edycja
1. "Thunderstruck" (The Razor's Edge) (Young, Young) - 6:35
2. "Shoot to Thrill" (Back in Black) - 5:23
3. "Back in Black" (Back in Black) - 4:28
4. "Who Made Who" (Who Made Who) - 5:16
5. "Heatseeker" (Blow Up Your Video) - 3:37
6. "The Jack" (T.N.T.) (Young, Young, Scott) - 6:57
7. "Moneytalks" (The Razor's Edge) (Young, Young) - 4:19
8. "Hells Bells" (Back in Black) - 6:02
9. "Dirty Deeds Done Dirt Cheap" (Dirty Deeds Done Dirt Cheap) (Young, Young, Scott) - 5:02
10. "Whole Lotta Rosie" (Let There Be Rock) (Young, Young, Scott) - 4:30
11. "You Shook Me All Night Long" (Back in Black) 3:55
12. "Highway to Hell" (Highway to Hell) (Young, Young, Scott) - 3:53
13. "T.N.T." (T.N.T.) (Young, Young, Scott) - 3:47
14. "For Those About to Rock (We Salute You)" (For Those About to Rock We Salute You) - 7:08

### Edycja kolekcjonerska

#### Płyta 1
1. "Thunderstruck" (The Razor's Edge) (Young, Young) – 6:35
2. "Shoot to Thrill" (Back in Black) – 5:23
3. "Back in Black" (Back in Black) – 4:28
4. "Sin City" (Powerage) (Young, Young, Scott) – 5:40
5. "Who Made Who" (Who Made Who) – 5:16
6. "Heatseeker" (Blow Up Your Video) – 3:37
7. "Fire Your Guns" (The Razor's Edge) (Young, Young) – 3:41
8. "Jailbreak" (Dirty Deeds Done Dirt Cheap) (Young, Young, Scott) – 14:42
9. "The Jack" (T.N.T.) (Young, Young, Scott) – 6:57
10. "The Razor's Edge" (The Razor's Edge) (Young, Young) – 4:35
11. "Dirty Deeds Done Dirt Cheap" (Dirty Deeds Done Dirt Cheap) (Young, Young, Scott) – 5:02
12. "Moneytalks" (The Razor's Edge) (Young, Young) – 4:19

#### Płyta 2
1. "Hells Bells" (Back in Black) – 6:02
2. "Are You Ready" (The Razor's Edge) (Young, Young) – 4:33
3. "That's the Way I Wanna Rock & Roll" (Blow Up Your Video) – 3:57
4. "High Voltage" (T.N.T.) (Young, Young, Scott) – 10:33
5. "You Shook Me All Night Long" (Back in Black) – 3:55
6. "Whole Lotta Rosie" (Let There Be Rock) (Young, Young, Scott) – 4:30
7. "Let There Be Rock" (Let There Be Rock) (Young, Young, Scott) – 12:17
8. "Bonny" (Tradycyjna Szkocka ballada ku pamięci Bona Scotta) – 1:03
9. "Highway to Hell" (Highway to Hell) (Young, Young, Scott) – 3:53
10. "T.N.T." (T.N.T.) (Young, Young, Scott) – 3:47
11. "For Those About to Rock (We Salute You)" (For Those About to Rock We Salute You) – 7:08

- W pierwszych nawiasach wymienione są albumy z których oryginalnie pochodzi dany utwór.
- Kompozytorami (oprócz wymienionych w drugim nawiasie) wszystkich utworów są Angus Young, Malcolm Young, i Brian Johnson.

## Wykonawcy
- Angus Young – gitara prowadząca
- Malcolm Young – gitara rytmiczna
- Brian Johnson – śpiew
- Chris Slade – perkusja
- Cliff Williams – gitara basowa